# Deomyinae
Phân họ Deomyinae chứa 04 chi chuột với 54 loài trong họ chuột Muridae

## Các loài
- Phân họ Deomyinae
  - Chi Acomys -
    - Acomys airensis
    - Acomys cahirinus
    - Acomys chudeaui
    - Acomys cilicicus
    - Acomys cineraceus
    - Acomys dimidiatus
    - Acomys ignitus
    - Acomys johannis
    - Acomys kempi
    -  Acomys louisae
    - Acomys minous
    - Acomys mullah
    - Acomys nesiotes
    - Acomys percivali
    - Acomys russatus
    - Acomys seurati
    - Acomys spinosissimus
    - Acomys subspinosus
    - Acomys wilsoni

  - Chi Deomys
    - Deomys ferrugineus

  - Chi Lophuromys
    - Phân chi Kivumys
      - Lophuromys luteogaster
      - Lophuromys medicaudatus
      - Lophuromys woosnami

    - Phân chi Lophuromys
      - Lophuromys angolensis
      - Lophuromys ansorgei
      - Lophuromys aquilus
      - Lophuromys brevicaudus
      - Lophuromys brunneus
      - Lophuromys chercherensis
      - Lophuromys chrysopus
      - Lophuromys dieterleni
      - Lophuromys dudui
      - Lophuromys eisentrauti
      - Lophuromys flavopunctatus
      - Lophuromys huttereri
      - Lophuromys kilonzoi
      - Lophuromys laticeps
      - Lophuromys machangui
      - Lophuromys makundii
      - Lophuromys margarettae
      - Lophuromys melanonyx
      - Lophuromys menageshae
      - Lophuromys nudicaudus
      - Lophuromys pseudosikapusi
      - Lophuromys rahmi
      - Lophuromys rita
      - Lophuromys roseveari
      - Lophuromys sabunii
      - Lophuromys sikapusi
      - Lophuromys simensis
      - Lophuromys stanleyi
      - Lophuromys verhageni
      - Lophuromys zena

  - Chi Uranomys
    - Uranomys ruddi